# Once Upon a Mattress
Once Upon a Mattress (englisch: Es war einmal eine Matratze) ist ein Musical aus dem Jahr 1959. Das Stück ist eine humorvolle Persiflage des Märchens Die Prinzessin auf der Erbse von Hans Christian Andersen.

## Geschichte
Die Musik zum Musical schrieb Mary Rodgers, die Liedtexte Marshall Barer. Das Buch stammt von Jay Thompson, Dean Fuller und Marshall Barer. Das Musical wurde im Mai 1959 am Off-Broadway im Phoenix Theatre in New York uraufgeführt.
Das Musical ist keine musikalische Umsetzung des Märchens von Andersen, sondern hat den Charakter einer Persiflage. Während im Märchen die Prinzessin mit ihrer Zartheit und Zurückhaltung ein Idealbild darstellt, ist Prinzessin Winnifred im Musical das pure Gegenteil. Sie ist selbstbewusst und stark sowie humorvoll und witzig. Auch die Namen der Protagonisten lassen darauf schließen, dass das Stück eine unterhaltsame musikalische Komödie ist. Sie lauten u. a. Prinzessin Winnifred, Königin Migräne, König Sextimus und Prinz Arglos.
Das Musical wird vorwiegend in den USA und England aufgeführt. U. a. spielte Sarah Jessica Parker die Hauptrolle der Prinzessin Winnifred. Die deutschsprachige Uraufführung des Musicals fand im Jahr 1990 am Stadttheater in Hildesheim statt. Die österreichische Erstaufführung war 2013 am Renaissancetheater in Wien. Die deutsche Übersetzung stammt von Sonya Martin und Frank Buecheler.
Das Musical wurde im Jahr 2005 verfilmt, wobei es bereits in den Jahren 1964 und 1972 zwei TV-Adaptionen gab.

## Produktionen im deutschsprachigen Raum
- 1990: Winnifred (Once Upon A Mattress). Deutschsprachige Erstaufführung: 30. Dezember 1990, Stadttheater Hildesheim
- 2013: Winnifred oder Die Prinzessin auf der Erbse. Renaissancetheater, Wien
- 2016: Winnifred - Das Musical. Abraxas Musical Akademie, München
- 2023: Once Upon a Mattress. Bayerische Theaterakademie August Everding, München
- 2025: Once Upon a Mattress – Die wahre Geschichte der Prinzessin auf der Erbse. Theater Baden-Baden[3]

## Filmadaptionen des Musicals
- 1964: Once Upon a Mattress. Erste Fernsehadaption in Schwarz-Weiss (wurde am 3. Juni 1964 auf CBS ausgestrahlt)
- 1972: Once Upon a Mattress. Zweite Fernsehadaption in Farbe (wurde am 12. Dezember 1972 auf CBS ausgestrahlt)
- 2005: Once Upon a Mattress. Verfilmung (wurde am 18. Dezember 2005 auf ABC erstmals ausgestrahlt)